# Lamholmen (Averøy)

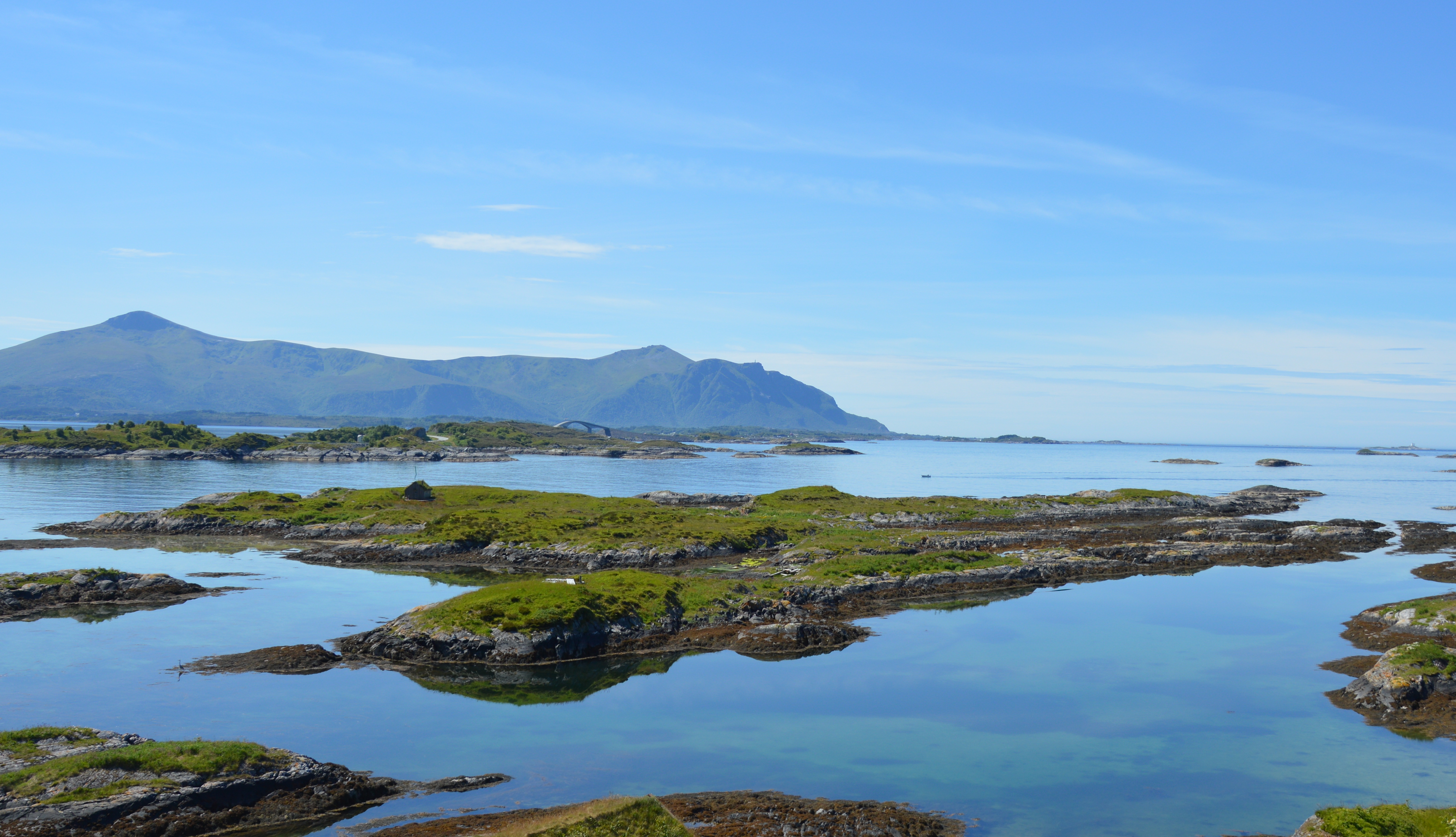
Lamholmen, Blick aus Nordosten von Håholmen

Lamholmen ist eine Schäreninsel an der norwegischen Küste des Europäischen Nordmeers und gehört zur Gemeinde Averøy in der Provinz Møre og Romsdal. 
Sie liegt am Ausgang des Lauvøyfjords nur wenige Meter südlich der Insel Håholmen. Südwestlich befindet sich die Insel Geitøya. In West-Ost-Richtung erstreckt sich die unbewohnte, karge Insel über etwa 400 Meter bei einer Breite von bis zu 200 Metern. Im südlichen Teil der Insel ist eine Hütte errichtet.